# 林姿妙
林姿妙（1952年1月28日—），臺灣政治人物，中國國民黨籍，現任宜蘭縣縣長，於2024年12月31日起因宜蘭地院判處圖利、洗錢、財產來源不明等罪而被停職。

## 早年
其丈夫前省議員林明正於1994年過世後，林姿妙繼承遺志步入政壇。1998年，她首度參選宜蘭縣議員，以第2高票當選，並2度連任。2009年當選羅東鎮鎮長，連任1次。

## 從政
2018年當選宜蘭縣縣長，成為該縣首位女性縣長。2022年以過半選票連任宜蘭縣長，成為1977年李鳳鳴競選連任成功後，相隔45年後首位連任的國民黨籍宜蘭縣長。
2022年，林姿妙遭告發有涉嫌貪污、洗錢，被起訴並求刑22年半。2024年底，一審判刑12年半，褫奪公權6年，內政部依《地方制度法》停止其宜蘭縣縣長職務，由副縣長林茂盛代理。

## 政策立場

### 國中小學學生免費營養午餐
宜蘭縣長林姿妙兌現其競選政見最大支票，推動宜蘭縣國中小學童免費營養午餐政策。宜蘭縣免費營養午餐於2019年九月開學上路。
只要設籍宜蘭縣，公立學校一律免費，私立學校則享有補助。

### 萊克多巴胺豬肉
林姿妙縣長表示依據縣議會的自治條例規定，對於萊克多巴胺豬肉採取零檢出政策，並要求業者標示肉品產地。

## 言論及爭議

### 2021年核四公投
林姿妙縣長在縣議會總質詢時，針對2021年核四商轉公投一案表示「沒有安全、沒有商轉，為了宜蘭縣民的健康，我們反對核四」，明確表態不支持。

### 免費營養午餐未排富
其於羅東鎮長任內舉債，興辦未排富的學生免費營養午餐。在其任內，應有盈餘本為7億多元，卻在今年鎮代會最後一次臨時會報告中被質疑，可動用資金竟然僅剩1千多萬。2018年9月4日，林姿妙在接受鎮代副主席謝家倫質詢時答非所問，不斷強調自己任內推廣在地文化、行銷，並落實社會福利。林姿妙表示：「有負債一億多，我們轉虧為盈，我們在這幾年當中公共造產的活絡，今年度公共造產也是全台灣第一名。」面對鎮代質詢到底剩下多少鎮產的問題，卻無法直接回應。
公所也回應鎮長能答的都答了，細節還是要由專責主管回答比較清楚。

### 被質疑看不懂公文
民進黨中執會通過提名現任立委陳歐珀正式參選宜蘭縣長，媒體問及其對手是國民黨提名的羅東鎮長林姿妙，其民調居高不下，是不是很強？秘書長洪耀福在回應「林姿妙是不是很強？」時表示，看似強大，其實不強。他表示林姿妙是「一個連公文都不會看的人」，當縣長也太為難、太勉強了。據羅東鎮中山里里長許桂郎的爆料，直指林姿妙做事謹慎怕出問題，批閱公文都是用鉛筆，還有許多公文是兒女幫忙批的，林姿妙的女兒林羿伶則痛斥這是謊話連篇，還要里長小心觸法，但里長表示並深信不疑這是他親眼所見，要告就來告。林姿妙為消弭流言特舉辦記者會證明自己會簽公文，在鏡頭前準備要下筆時因公文的方向擺放錯誤，一旁的兒子趕緊上前將公文從「直」的擺成「橫」的才讓林姿妙下筆。
對此，林姿妙的女兒曾發出公開信駁斥。

### 第二預備金使用爭議
在羅東鎮長任內，林姿妙使用第二預備金補助外鄉鎮活動引發爭議，前鎮民代表會副主席吳李龍指二備金是「救命錢」，動用二備金補助外鄉鎮活動違背「預算法」，今到宜蘭地檢署按鈴提告，要檢方介入調查；對此，羅東鎮公所回應，二備金使用均依法行政，無任何違法情事，痛斥對方「抹黑」。
查第二預備金不為災害準備金，二備金之執行，宜蘭縣政府及各鄉、鎮、市公所皆依預算法第70條規定辦理，相關人士為何獨指羅東鎮公所違法，此等指控已嚴重有因政治立場不同而偏頗之意圖。
查審計部臺灣省宜蘭縣審計室於107年5月22日函宜蘭縣政府，有關宜蘭縣各鄉鎮市公所於104年至106度動支第二預備金數額表，分析動支事由及支用對象，宜蘭市、頭城鎮、礁溪鄉、員山鄉、五結鄉、三星鄉及本鎮均有補助國內團體案件，其中「宜蘭市」、「礁溪鄉」之動支數額達90%以上，本所補助執行案件與本縣各公所皆依法辦理，又二備金補助各團體動支補助國內團體逾90％以上。

### 其子遭指性暴力及關說
2023年9月，一名女子指控遭到林姿妙的兒子林澤民性侵，在他提出妨害性自主及恐嚇告訴後，被中國國民黨籍新北市議員及黑道施壓，要求撒告及和解，其中該議員表示受到林姿妙相關人士請託。林澤民回應一切都是不實指控。宜蘭縣府則表示相關事件與公共事務無關，不方便回應。

### 涉貪案
2022年1月13日，廉政署與宜蘭檢察官兵分30多路，搜索宜蘭縣政府、林姿妙官邸、住家等，並約談林姿妙與縣府4名一級主管等二十多名涉案人與證人。廉政署與宜蘭檢察官約談地政處長、建設處代理處長、交通處長與秘書處長等人，涉及的案件與4個局處有相當大的關聯，包含秘書處涉及人事聘用與教師徵選、交通處涉及土方問題、而建設與地政處則涉及土地重劃等開發問題。檢調單位亦發現林與宜蘭富商劉志和關係匪淺，當時更有媒體拍攝到劉志和的招待所有政、商、警界人士出入。
2月22日，宜蘭地檢署再度搜索縣長官邸。檢方在2月23日凌晨聲押林姿妙及其女林羿伶、縣府農業處長康立和，宜蘭地院上午召開羈押庭，林姿妙以新臺幣80萬元交保，林羿伶、康立和請回。
3月4日，宜蘭地院再開羈押庭，法官認定林羿伶罪嫌重大，裁定其以40萬元交保。
4月25日，一位林姿妙友人透露，她還是羅東鎮長時，就將自己於羅東鎮農會、冬山鄉農會的個人支票借給羅東鎮前農會理事長張倉田使用，當時以林姿妙名義開的支票，皆有如期兌現。直至2018年林上任縣長後，張幾次跳票，金額共約1,200萬元，因支票是林姿妙的名義，因此這筆債務也轉到林姿妙身上。也是因為此才爆出林姿妙曾和前立委楊吉雄有8,000萬金流的一事。林姿妙在被接連搜索後，監察院公布的財產申報中，林的存款約66萬，比上一期多約28萬；另外林姿妙相較去年還了88萬的債務，目前背債1,934萬。
8月1日，台灣民眾黨宜蘭縣長參選人陳琬惠質疑宜蘭縣府針對違建取締、河川疏濬土石採取及販售案涉嫌包庇及圖利，赴監察院檢舉林姿妙。林姿妙表示，已委請律師提告陳琬惠誹謗等罪嫌。
8月4日，地檢署再次約談林姿妙，檢廉掌握了林姿妙至少37個人頭戶，因檢廉約談這些人頭戶主人多數表示，他們與林姿妙只是借貸關係，因此再次約談林姿妙釐清疑點。另，檢方透露宜蘭縣府建設處前處長吳朝琴曾向其供出，她女兒林奕伶曾召集各局處主管進行神秘會議，疑似圖利某地主。
8月23日，宜蘭地檢署偵查終結，經檢廉調查共起訴4案，其中1案，是縣長林姿妙與助理張桂綾涉嫌洗錢罪嫌，林姿妙以進出現金1至3%對價或無償方式，租借多個人頭帳戶，金流總計達7,844萬元，與林姿妙每月約18萬元收入，顯不相當。林姿妙為避免與張桂綾通話時遭監聽，每隔3個月指示張桂綾購買10張儲值電話卡。檢方依照《貪污治罪條例》圖利罪嫌起訴林姿妙、時任縣府建設處代理處長吳朝琴等10名公務員，檢方更批林姿妙身為縣長卻未廉潔自持、放任不具公職身分的女兒召喚一級主管至縣長官邸下達指令，請求法院對林姿妙從重量刑。林姿妙下午召開記者會表示，地檢署趕在登記前2天正式起訴她，「目的非常明顯，就是政治追殺！」為了公平正義，9月1日她仍會去登記參選。
根據檢方認定的林姿妙有超過7,800萬無法交代的財產來源，甚至林利用人頭帳戶疑似洗錢，其中林姿妙長期租用建材商人精英開發池石飛家族的13個人頭帳戶。池家在接受檢方調查時疑供出有林姿妙的律師在背後下指導棋，建議他們用「循環借貸」等說詞回答檢廉提問。另外檢方還發現一個放在縣長官邸的行李箱被林姿妙身邊人處理，這些人涉嫌湮滅證據。宜蘭地檢署已另分案調查。
林姿妙案經檢方偵結起訴15人，林姿妙遭求刑22年6月，褫奪公權5年、其女林羿伶也遭求刑12年、褫奪公權4年。林姿妙最後陳述時，仍堅持請求無罪判決，強調自己一生清白，從未做過違法的事，期望法院能還她公道。2024年12月31日，宜蘭地院一審判決出爐，林姿妙依圖利罪判處有期徒刑7年，褫奪公權6年；洗錢罪判刑3年6個月；財產來源不明罪處2年6個月，褫奪公權2年。合併應執行12年6月，褫奪公權6年，以及停止職務。
在遭判有罪兩周之後，林表示將向行政院提出訴願，同時向北高行提出行政訴訟。

## 選舉紀錄
| 年度 | 選舉屆數               | 選舉區           | 所屬政黨   | 得票數  | 得票率 | 當選標記 | 備註 |
| ---- | ---------------------- | ---------------- | ---------- | ------- | ------ | -------- | ---- |
| 1998 | 第十四屆宜蘭縣議員選舉 | 宜蘭縣第六選舉區 | 中國國民黨 | 3,617   | 14.39% |          |      |
| 2002 | 第十五屆宜蘭縣議員選舉 | 宜蘭縣第六選舉區 | 中國國民黨 | 4,737   | 18.07% |          |      |
| 2005 | 第十六屆宜蘭縣議員選舉 | 宜蘭縣第六選舉區 | 中國國民黨 | 6,633   | 19.70% |          |      |
| 2009 | 第十六屆羅東鎮鎮長選舉 | 宜蘭縣羅東鎮     | 中國國民黨 | 20,167  | 56.50% |          |      |
| 2014 | 第十七屆羅東鎮鎮長選舉 | 宜蘭縣羅東鎮     | 中國國民黨 | 19,745  | 57.01% |          |      |
| 2018 | 第十八屆宜蘭縣縣長選舉 | 宜蘭縣           | 中國國民黨 | 123,767 | 49.48% |          |      |
| 2022 | 第十九屆宜蘭縣縣長選舉 | 宜蘭縣           | 中國國民黨 | 119,421 | 50.76% |          |      |

## 外部連結
- 林姿妙的Facebook專頁
- YouTube上的林姿妙頻道
- YouTube上的林姿妙頻道
- 宜蘭縣政府全球資訊網 -縣長介紹 （页面存档备份，存于）

| 中華民國政府職務                                  | 中華民國政府職務                                         | 中華民國政府職務 |
| ------------------------------------------------- | -------------------------------------------------------- | ---------------- |
| 羅東鎮公所                                        |                                                          |                  |
| 前任： 正任：林聰賢 賴錫祿（代理）                | 羅東鎮鎮長 第十六、十七屆 2010年3月1日－2018年12月25日   | 繼任： 吳秋齡    |
| 宜蘭縣政府                                        |                                                          |                  |
| 前任： 正任：林聰賢 吳澤成（代理） 陳金德（代理） | 宜蘭縣縣長 第十八、十九屆 2018年12月25日－2024年12月31日 | '                |